# کشتن کسب و کار من است… و کاسبی روبراه است!
کشتن کسب و کار من است… و کاسبی روبراه است! (انگلیسی: Killing Is My Business... and Business Is Good!) نخستین آلبوم استودیویی گروه ترش متال آمریکایی مگادث است که در ۱۲ ژوئن ۱۹۸۵ به‌وسیلهٔ لیبل کامبت رکوردز منتشر شد.
پس از جدا شدن دیو ماستین از متالیکا کشتن کسب و کار من است… و کاسبی روبراه است! اولین آلبومی بود که او به‌همراه گروه خودش یعنی مگادث منتشر کرد. تأکید این آلبوم برآشفتگی درونی ماستین، ریتم‌های روان و سولوهای سریع و درخشان گیتار الکتریک است. آلبوم موفق شد از اغلب منتقدان موسیقی نقدهای مساعدی بگیرد.
بنا به نظر ماستین روی جلد آلبوم تصویری از ویک رتل‌هد (شخصیت مجازی گروه) قرار داده شد که البته طرح اصلی نبود. طرح اصلی را استودیو گم کرد و گروه مجبور شد با زمان و بودجهٔ ناچیز طرح جدید را آماده کند.
در سال ۲۰۰۲ نسخهٔ ریمستر شدهٔ آلبوم، با آهنگ‌های اضافی و طرح جلد جدید منتشر شد.

## بازخورد
| بررسی انتقادی              | بررسی انتقادی |
| منبع                       | رتبه‌بندی      |
| -------------------------- | ------------- |
| آل‌میوزیک                   | [ ۵ ]         |
| Classic Rock               | [ ۶ ]         |
| دراوند این ساوند           | ۸/۱۰          |
| KNAC                       | [ ۸ ]         |
| Louder than War            | ۸/۱۰          |
| متال همر                   | [ ۱۰ ]        |
| کیو                        | [ ۱۱ ]        |
| Rock Hard                  | ۹/۱۰          |
| راهنمای آلبوم رولینگ استون | [ ۱۳ ]        |
| اسپاتنیک‌میوزیک             | [ ۱۴ ]        |

کشتن کسب و کار من است… و کاسبی روبراه است! نه تنها از مجلات متال، بلکه از نشریات جریان اصلی نیز نقدهای مثبتی دریافت کرد.